# Epiphragma (Epiphragma) sappho
Epiphragma (Epiphragma) sappho is een tweevleugelige uit de familie steltmuggen (Limoniidae). De soort komt voor in het Neotropisch gebied.